# 맹기용
맹기용(孟基龍, 1988년 7월 17일~)은 대한민국의 前 요리사, 前 사업가, 前 방송인이다. 퍼블리칸 바이츠 공동대표를 맡았었다

## 생애
대전에서 한국과학기술대학(현 한국과학기술원) 교수이자 공학 박사인 맹승렬과 김태남 부부의 장남으로 태어난 맹기용은 홍익대학교 공과대학을 수석으로 입학하였으나, 2011년 군 제대 후 대학을 중퇴하고 요리의 길에 들어섰다.
더 스파이스(The Spice)를 시작으로 에디스 카페(Eddy's Cafe)와 바토스(Vatos) 요리사를 거쳐, 2012년 크라제버거에서 총괄 디렉터 대런 보한(Darren Vaughan) 셰프의 통역 및 견습생으로 근무했으며, 크라제 버거(Kraze Burger)와 죠스푸드(바르다 김선생)에서 신메뉴 개발에 참여했다고 한다.
서울특별시 마포구 합정동에 ‘퍼블리칸 바이츠’라는 레스토랑을 운영하였다
삼성전자 스마트 오븐 홍보 대행사로 활동 하였다.
그러나 냉장고를 부탁해에 출연하여 부족한 요리실력으로 지탄을 받았으며, 다른 방송에서도 부족한 실력을 보여주었다.
현재는 요리를 그만두고 폴란드로 유학을 떠났으며 모델 일을 하고 있음이 알려졌다.

## 학력
- 대전어은초등학교
- 대전어은중학교
- 대전노은고등학교
- 홍익대학교 세종캠퍼스 공과대학 중퇴

## 방송

### 텔레비전
- 2015년: MBC 《찾아라! 맛있는 TV》
- 2015년: EBS1 《최고의 요리비결》
- 2015년: SBS플러스 《날씬한 도시락》
- 2015년: JTBC 《냉장고를 부탁해》
- 2015년: XTM 《닭치고 서핑》

## 가족
아버지는 서울대학교를 수석 졸업한 KAIST 전산학과 맹승렬 교수이다.
어머니 김태남은 논문 「병렬 그래픽알고리즘을 위한 계산 구조에 관한 연구」로 1986년 8월 가을학기 졸업식에서 박사 학위를 취득하여 KAIST 여성 박사 1호를 기록하였다.
동생은 대전광역시에서 수능 1등을 하고 현재 서울대학교에 재학 중이다.